# فلودندرین
فلودندرین (به انگلیسی: Phellodendrine) با فرمول شیمیایی C۲۰NH۲۴O۴ یک ترکیب شیمیایی با شناسه پاب‌کم ۳۰۸۱۴۰۵ است. که جرم مولی آن ۳۴۲٫۴۰۸۳ g/mol می‌باشد.